# Mas del Vilanova (Reus)
El Mas del Vilanova és un edifici de Reus (Baix Camp) inclòs en l'Inventari del Patrimoni Arquitectònic de Catalunya.

## Descripció
És un edifici aïllat de planta quadrada, planta baixa, pis i golfes situat entre el Passeig de Misericòrdia i el Camí Vell de Riudoms, a la Partida de les Forques Velles. A la façana principal hi ha dues torres quadrangulars amb un pis més d'alçada utilitzat de colomar o mirador, amb teulada de forma piramidal. La composició és simètrica a partir dels buits de la façana, d'arc carpanell, a la planta baixa que passen a ser finestres partides horitzontalment per travessos de pedra, al pis. Quatre escales porten a la porta principal emmarcades per quatre pilastres, dues d'exemptes i dues d'adossades a la paret. La façana és d'obra vista, i a manera d'ornamentació hi ha pedra als muntants i a les llindes de les portes i finestres, a més de totes les arestes, motllures i careners amb cresteria metàl·lica. La teulada és a dos vessants i sense teules. Obra de fusta i reixes a les finestres de la planta baixa.

## Història
Aquest mas senyorial és el centre d'una hisenda tocant ja al nucli de població. Primer va ser una casa d'estiueig, després deshabitada uns anys. Durant un temps, i fins al curs 1985-1986, era una guarderia, «Parvulari Alel·luia». Posteriorment es va realitzar un projecte a tot l'entorn que fa de l'edifici el centre d'una urbanització residencial, que al construir-se ha respectat tant el mas com el caminal d'entrada, amb dues fileres de plàtans centenaris. Actualment acull el Consorci de Normalització Lingüística «Miquel Ventura». L'autoria del mas s'ha atribuït fins ara a Pere Caselles, més per tradició oral de la seva família que per que n'hagi quedat constància documental.